# شرکت ملی کشتیرانی پاکستان
شرکت ملی کشتیرانی پاکستان ({{lang-ur|قومی ادارہِ جہاز رانی، پاکستان) شرکت ترابری و کشتیرانی پاکستانی است، که در سال ۱۹۷۱ توسط دولت پاکستان تأسیس شد.